# Альбион

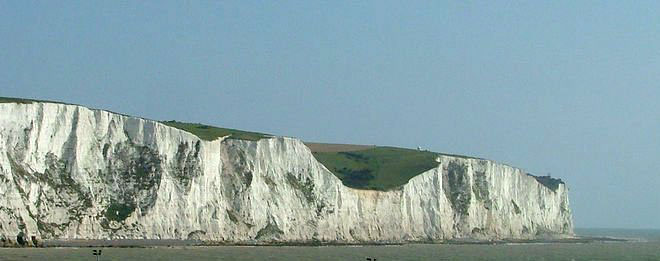
Белые скалы Дувра могли дать острову название Альбион

Альбио́н (лат. Albion; др.-греч. Ἀλβιών) — старейшее известное название острова Великобритания. Использовалось ещё древними греками, в частности упоминалось Птолемеем и перешло затем в древнеримскую литературу. Это название используется и в мифологическом Артурианском цикле. 
В настоящее время название употребляется в отношении Англии в возвышенном стиле, в других странах — обычно в несколько ироничном смысле. Определение «туманный» (англ. foggy, полностью The Foggy Albion) обязано своим существованием густому морскому туману и большому количеству печей, производящих дым (туман), часто окутывающий низменные части островов Великобритании.

## Этимология

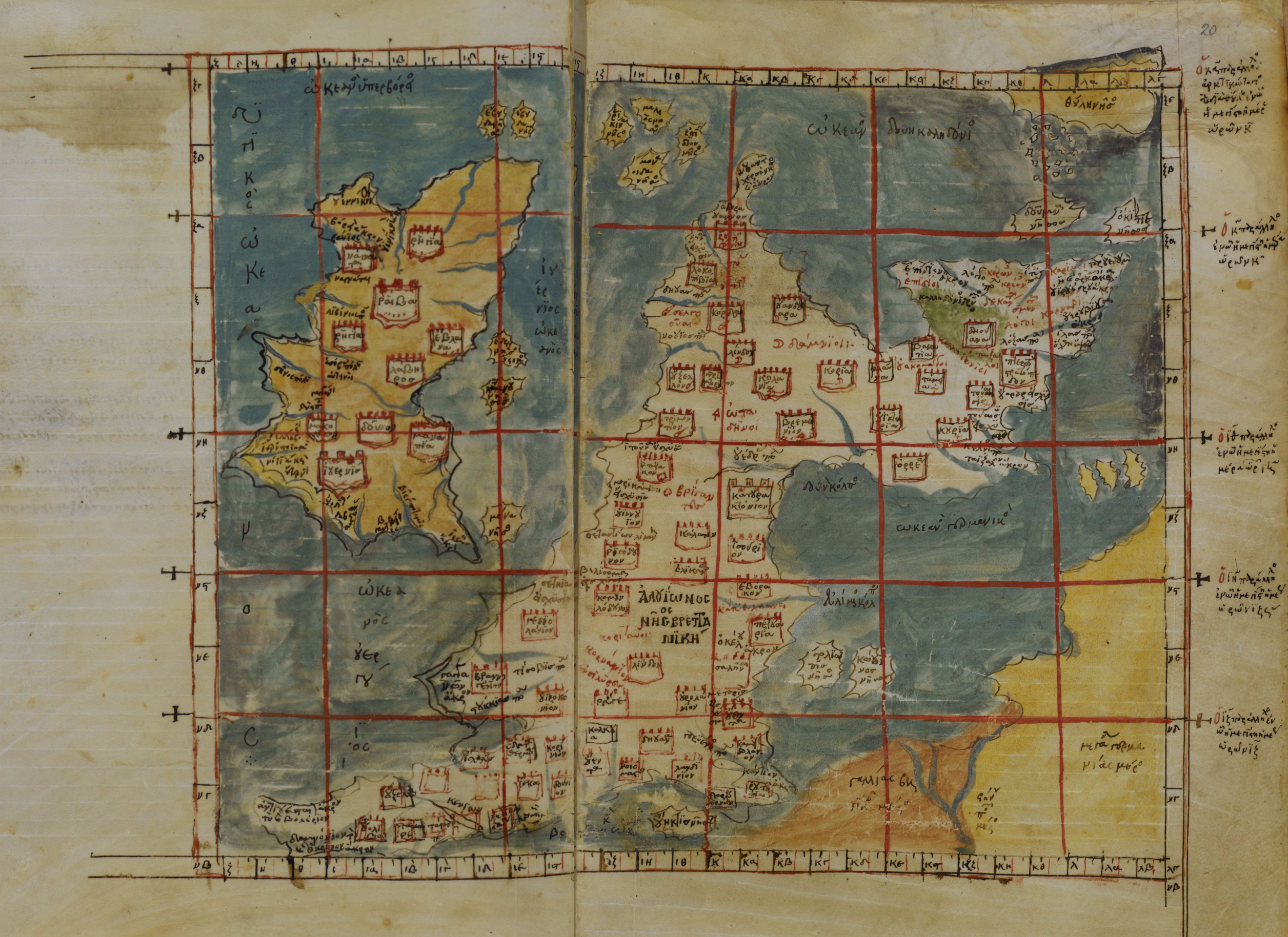
Британские острова на карте Птолемея с надписями «αλοιωνος» (Алоионос) и Ἰουερνία (Иоуерни́а, «Гиберния»), около 1300

Слово «Альбион» тесно связано с названием Шотландии на кельтских языках: Alba в шотландском гэльском, Albain (генитив — Alban) на ирландском, Nalbin на мэнском и Alban на валлийском, корнуэльском и бретонском языках. Эти названия были позже латинизированы как Albania и англизированы в виде Albany, которые были когда-то альтернативными названиями Шотландии.
Название «Альбион» первоначально относилось к Великобритании в целом, но позже было ограничено Каледонией (фактически — территорией современной Шотландии, дав ей шотландское гэльское название — Alba). По одной версии, слово происходит из кельтских языков и восходит к праиндоевропейскому корню *albho- («белый», что, возможно, связано с меловыми белыми скалами Дувра, ср. лат. albus). Согласно другой версии, название «Альбион» происходит от праиндоевропейского *alb- («холм»).
Эпитет «туманный», употребляемый по отношению к слову «Альбион», по мнению многих исследователей, связан с морскими туманами, которые часто окутывают Британские острова. Наряду с этим есть точка зрения, что сочетание «Туманный Альбион» подразумевает не туманы природного происхождения, а лондонский смог, поскольку центральная часть страны долгое время буквально задыхалась из-за дыма, вырабатываемого английскими предприятиями, работающими на угле.
В период Канадской конфедерации в качестве названия Канады предлагались варианты «Новый Альбион», «Альбиония» и «Альбион Севера». Адмирал Артур Филлип, губернатор австралийского штата Новый Южный Уэльс, первоначально назвал Сиднейскую бухту «Новый Альбион», но позже колония получила название «Сидней».
Название «Альбион» упоминалось и в легендах и романах Артурианы.

## История использования
Упоминания названия «Альбион» встречаются в античных источниках примерно с IV века до н. э. Так, Псевдо-Аристотель в своём труде «О мире» (греч. Περὶ Κόσμου), датируемом 393 годом до н. э., отмечал, что к северу от континента

есть два очень больших острова: Британские острова, Альбион и Иерне [Великобритания и Ирландия]— Aristotle or Pseudo-Aristotle; E. S. Forster (translator); D. J. Furley (translator). On the Cosmos, 393b12 // On Sophistical Refutations. On Coming-to-be and Passing Away. On the Cosmos (англ.). — William Heinemann LTD, Harvard University Press. — P. 360—361. at the Open Library
Название «Альбион» использовал греческий писатель Исидор Харакский (I век до н. э. — I век н. э.) и другие античные авторы. К I веку нашей эры название «Альбион» однозначно относится к Великобритании. В то же время, как отмечал британский историк К. Снайдер, «загадочное название для Англии, возрождённое впоследствии романтическими поэтами, такими как Уильям Блейк, не оставалось популярным среди греческих писателей, вскоре его заменили Πρεττανία и Βρεττανία, Βρεττανός („британец“) и Βρεττανικός („британский“). Из этих греческих слов у римлян сформировались латинские формы Britannia, Britannus и Britannicus, соответственно».
Плиний Старший в своей «Естественной истории» (приблизительно 77 год н. э) также отмечает:
- «Этот остров называл себя Альбион, в то время как все острова, о которых мы в скором времени будем говорить, назывались Британия»[17][18].

Знаменитый учёный античности Клавдий Птолемей в своей «Географии» середины II века вместо римского названия Britannia использует греческое греч. Ἀλουΐων (Alouiōn, «Albion»), возможно, под влиянием известного математика и картографа Марина Тирского. Птолемей называет Альбион и Иерне греч. νῆσοι Βρεττανικαὶ («Британские острова»). Античные авторы, ссылающиеся на не дошедший до нас труд древнегреческого купца и географа Пифея (ок. 320 года до н.э), отмечают упомянутые Пифеем греч. νῆσος Πρεττανική («Prettanic island»), хотя это понятие у Пифея несколько размыто и включает в себя многие острова вплоть до мифического острова Туле.
Древнеримский поэт, писатель и переводчик второй половины IV века Руф Фест Авиен в своих произведениях не использовал название Britannia для описания Британских островов. В частности, в свой поэме Ora Maritima (по некоторым данным, источником для неё послужил перипл VI века до н. э., переведенный Авиеном в конце IV века) он упоминал об «островах Iernians и Albiones».
В 930 году король Этельстан, считающийся первым английским королём, использовал для себя титул «Rex et primicerius totus Albionis regni» («Царь и глава всего царства Альбион»). Его племянник, Эдгар Миролюбивый, в свою очередь, в 970 году титуловался Totius Albionis imperator augustus («Август, император всего Альбиона»).

## Легендарная традиция
В английской средневековой историографии XIV века распространилась оригинальная этимология названия острова, нашедшая отражение в популярной хронике «Брут» (The Brut), основанной не столько на летописной, сколько на легендарной традиции, зафиксированной нормандским поэтом XII века Васом в «Романе о Бруте». Согласно положенному в её основу мифу, остров назван был в честь дочери «сирийского царя Диоклетиана» Альбины, изгнанной с 32 своими сёстрами из родной страны за убийство мужей и прибывшей в Англию морским путём. Здесь они якобы вступили в связь с инкубами, породив гигантов, истреблённых прибывшими на остров позднее троянцами во главе с Брутом. 
Эта легенда была развенчана ещё в XV веке известными историками и хронистами Джоном Хардингом и Джоном Роузом, справедливо отметившими, что в Сирии никогда не существовало царя с именем Диоклетиан, а в основе легенды об убийстве сириянками своих мужей лежит античный миф о Данаидах.